# Bottrop
Bottrop (en allemand : /ˈbɔtʁɔp/ ? Écouter [Fiche]) est une ville dans la région de la Ruhr en Rhénanie-du-Nord-Westphalie (Allemagne). Lors du recensement du 31 décembre 2021, sa population est de 117 311 habitants ; sa superficie est de 101 km2. Le maire SPD est Bernd Tischler.

## Histoire
| Appartenances historiques Électorat de Cologne 1228-1803 Duché d'Arenberg-Meppen 1803-1810 Grand-duché de Berg 1810-1813 Royaume de Prusse (Province de Westphalie) 1815-1918 République de Weimar 1918-1933 Reich allemand 1933-1945 Allemagne occupée 1945-1949 Allemagne 1949-présent |

Le nom de la ville est dérivé du nom médiéval de Borthorpe, qui signifie « village sur la colline ». En 1092, la cité est mentionnée pour la première fois dans les registres fonciers du monastère de Werden. La commanderie de Welheim de l'Ordre Teutonique est fondée en 1253 et le château de Knippenburg est construit vers 1340. En 1423, Bottrop obtient les droits de marché. La cité appartient au Vest Recklinghausen de l'électorat de Cologne et, en raison de son emplacement, a une certaine importance en tant que marché, car à Bottrop la «Vestische Hellweg», lien historique entre Recklinghausen et la Rhénanie, rejoint la route de Dorsten à Bottrop. En 1796, la filature de coton de Lichtenhagen est fondée. Toute la paroisse de Bottrop est sous la juridiction du gouverneur électoral de Cologne du Vest Recklinghausen. En 1811, sous la domination française, Bottrop passe sous le contrôle du Grand-duché de Berg.
Le 23 avril 1816 Bottrop est rattaché au royaume de Prusse, dans la province de Westphalie et est affecté à l'arrondissement de Recklinghausen.

## Environnement

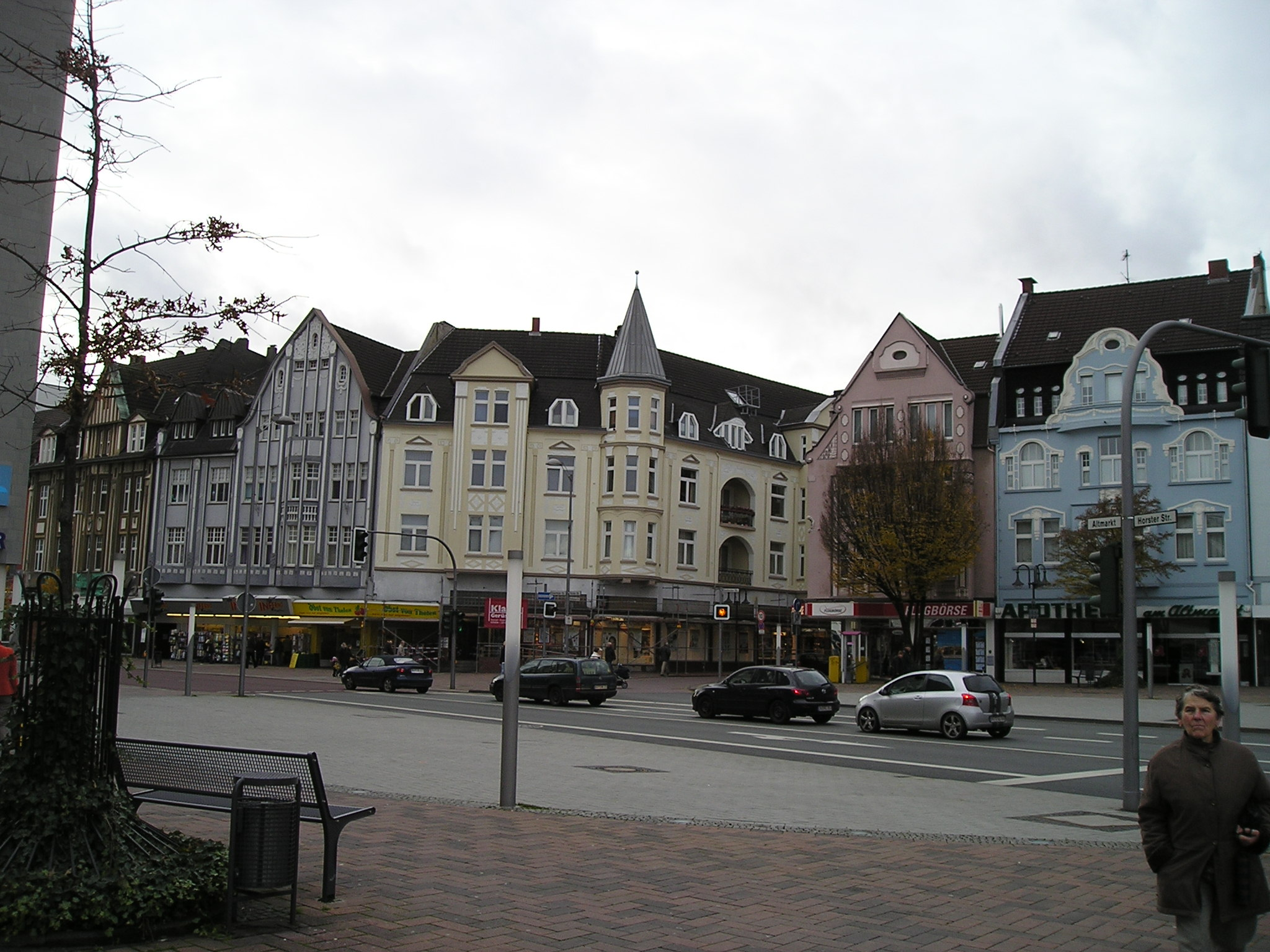
Altmarkt dans le centre.

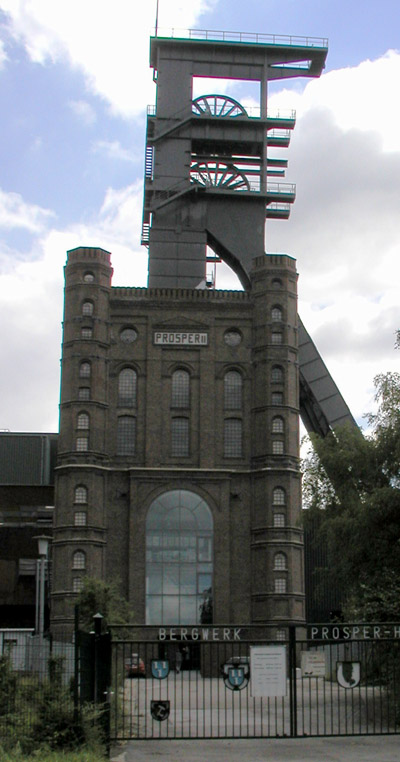
Tour et chevalet Malakow, de l'ancienne mine de charbon Prosper-Hanie, témoin du passé charbonnier de la ville.

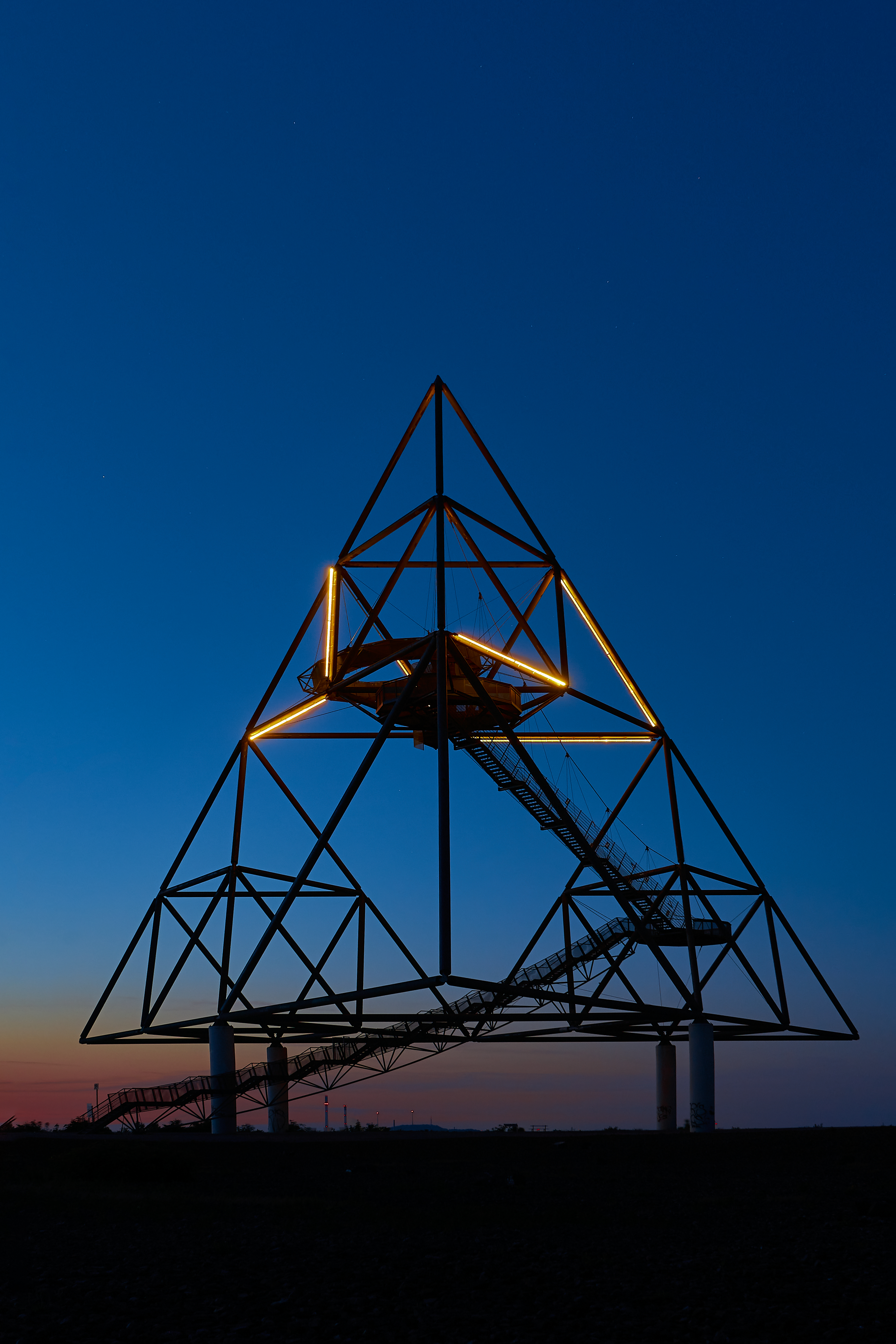
Tétraèdre à Bottrop

La ville de Bottrop s'est donnée comme objectif avec le soutien du Land Rhénanie-du-Nord-Westphalie, de l'ICLEII et d'autres partenaires de devenir une « ville modèle du développement durable »,, une « innovation city ».
Elle se veut être notamment une ville-vitrine de la transition énergétique en termes non pas de construction neuve mais de réhabilitation de l'habitat ancien, avec notamment la habilitation de tout un quartier aux normes BBC (avec 200 projets où le Land aide les citoyens à isoler intelligemment des maisons anciennes et à plus d'efficience énergétique, en lien avec le réseau de démonstrateurs permanents de KlimaExpo mis en place par le Land. Mais elle s'appuie sur un plan comprenant à la fois des « mesures pour le logement, la mobilité, l'énergie, l'urbanisme et l'emploi ».
L'une des expérimentations médiatisées en 2015 porte sur un nouveau béton antipollution de l'air dit Photoment, coulé sous forme de dalles sur les nouveaux trottoirs pour limiter la production de NOx près de voies de circulation.
Elle a été récompensée par le label ville de l'innovation de la Ruhr (Innovation City Ruhr),.

## Football
- VfB Bottrop

## Économie
Bottrop située dans la Ruhr fait partie des trois villes les plus sinistrées économiquement [Quand ?] de la région avec Gelsenkirchen et Bochum en raison de la crise de la sidérurgie qui a longtemps prospéré dans la ville. Elle abrite entre autres la mine de Prosper-Haniel qui a été la dernière mine de charbon en activité d'Allemagne jusqu’à sa fermeture en décembre 2018
La ville abrite le siège social du préparateur allemand Brabus, filiale du groupe Daimler-Benz AG.

## Personnalités de Bottrop
- Josef Albers
- Antonietta Böhm
- August Everding (de), chef d'orchestre
- Theo Jörgensmann
- Norbert Eickholt
- Peter Wien
- Claus Spahn
- Frank Tomiczek
- Felix Passlack
- Kelly Trump
- Bernhard Korte

## Lieux touristiques
- Le parc d'attractions Movie Park Germany.
- Le château et parc d'attractions Schloss Beck.
- La sculpture panoramique en forme de tétraèdre qui surplombe la région.

## Jumelages
La ville de Bottrop est jumelée avec :
- Blackpool (Angleterre) depuis octobre 1973 ;
- Tourcoing (France) depuis le 10 juillet 1967 ;
- Gliwice (Pologne) depuis le 10 juillet 2004 ;
- Veszprém (Hongrie) depuis septembre 1988 ;
- Berlin (Allemagne). Arrondissement de Mitte ;
- Mersebourg (Allemagne) depuis mars 1989.